# Порождённый подграф
Порождённый подграф графа — это другой граф, образованный из подмножества вершин графа вместе со всеми рёбрами, соединяющими пары вершин из этого подмножества.

## Определение
Формально, пусть G = (V, E) — любой граф, и пусть S ⊂ V — подмножество вершин графа G. Тогда порождённый подграф G[S] — это граф, вершинами которого являются элементы S, а рёбра которого состоят из всех рёбер из множества E, конечные вершины которых принадлежат S. Одно и то же определение подходит для неориентированных графов, ориентированных графов и даже для мультиграфов.
Порождённый подграф G[S] может быть также назван подграфом, порождённым в G набором вершин S или (если контекст не приводит к двусмысленности) порождённым подграфом вершин S.

## Примеры
Важными типами подграфов являются следующие:
- порождённые пути — это порождённые подграфы, являющиеся путями. Кратчайший путь между любыми двумя вершинами в невзвешенном графе всегда является порождённым путём. Обратно, в дистанционно-наследуемых графах любой порождённый граф является кратчайшим путём[2].
- Порождённые циклы — это порождённые подграфы, являющиеся циклами. Обхват графа определяется длиной его кратчайшего цикла, который всегда является порождённым циклом. Согласно строгой теореме о совершенных графах порождённые циклы и их дополнения играют критическую роль в характеризации совершенных графов[3].
- Клики и независимые множества являются порождёнными подграфами, которые являются полными подграфами или графами без рёбер соответственно.
- Окрестность вершины — это порождённый подграф всех смежных вершин выбранной вершины.

## Вычисление
Задача изоморфизма порождённых подграфов является видом задачи поиска изоморфного подграфа, в которой целью является проверка, может ли один граф быть найден как порождённый подграф другого графа. Поскольку эта задача включает задачу о клике как частный случай, она NP-полна.